# 대구 10·1 사건
대구 10·1 사건(大邱 10·1 事件)은 1946년 10월 1일에 미군정하의 대구에서 발발, 이후 남한 전역으로 확산된 일련의 사건을 지칭한다. 역사적 관점에 따라 10월 인민항쟁,10·1사건, 영남 소요, 10월 폭동 등으로 불린다. 옹호하는 입장에서는 10월 인민항쟁, 비판하는 입장에서는 영남 소요, 10월 폭동으로 부르며, 중립적인 입장에서는 10·1사태로 부른다. 조선공산당의 선동 및 주도를 주장하는 시각에서는 10월 폭동으로 부르기도 한다. 과거에는 10월 폭동, 영남 소요, 10월 항쟁의 용어가 혼용되었으며, 공식적으로는 보다 중립적인 10·1사건이라는 지칭을 사용한다.
2010년 3월 대한민국 진실화해위원회는 《대구 10월사건 관련 진실규명결정서》에서 해당 사건을 "식량난이 심각한 상태에서 미 군정이 친일관리를 고용하고 토지개혁을 지연하며 식량 공출 정책을 강압적으로 시행하자 불만을 가진 민간인과 일부 좌익 세력이 경찰과 행정 당국에 맞서 발생한 사건"이라고 규정하고, 국가의 책임을 인정해 유족들에 대한 사과와 위령사업을 지원하도록 권고하는 결정을 내렸다.

## 배경

1946년 9월 30일자 민주중보에 실린 10월 사건이 일어날 조짐을 다룬 기사. 이 기사가 실린지 이틀후 부산 지역신문인 민주중보는 1달반 동안 휴간상태 들어갔다.

광복 이후 재조선미육군사령부군정청(USAMGIK) 기의 남한내 한인들의 삶은 굶주리는 처지였다. 미군정의 쌀 배급 정책이 실패했기 때문이었다. 이 시기 콜레라가 창궐한 대구의 굶주림은 특히 더 심했었다. 대구, 경북 일대에 2천여 명의 콜레라 환자가 발생하자 치료를 위한 조치들은 제대로 하지 않은 채 전염을 막는다며 대구를 봉쇄해버린 탓이었다. 차량은 물론 사람조차 시경계를 넘을 수 없게 되면서 그 결과 농작물과 생필품 공급이 끊어지고 말았다. 무엇보다도 쌀이 부족했다. 당시 돈이 있다해도 쌀을 구할 수 없어 콜레라를 치료하는 의사들조차도 콩나물과 쌀로 죽을 끓여 먹을 지경이었다고 한다. 또한 국립경찰로 채용된 과거 친일파 출신 경찰들이 일제시대 방식 그대로 농민들의 쌀을 강탈하다 시피 공출해갔다. 친일출신 경찰들에 대한 시민들의 분노는 매우 커져갔고, 경찰은 이에 대해 보복하는 일이 곳곳에서 벌어졌었다. 이러한 가운데 대구, 경북 일대의 민심은 매우 흉흉했다.
소련군정의 스티코프의 일기에 따르면 총파업에 관한 명령과 자금이 개입 되었다고 작성되었다. 1946년 남한을 뒤흔들었던 9월 총파업 당시 북한의 소련군정은 조선공산당측에 200만엔을, 이어 발생한 10월 대구폭동 기간 중에도 세 차례 추가자금(300만엔 이상)을 지원했으며, 파업투쟁에 대한 행동지침까지 지시했다. 이는 당시 소련군정의 최고 책임자인 연해주군관구 정치담당 부사령관 겸 군사평의회위원이었던 테렌티 스티코프(1907∼1964년)가 작성한 일기에 나타나있다.
한편 1946년 5월 정판사 위조지폐 사건으로 미군정에서 '공산당 활동 불법화'를 공표함과 동시에 공산당 간부들에 대한 대대적인 체포령을 내린다. 다만 이때 당시 조선공산당은 소련군정에게서 직접적인 지원금을 조달받고 있던 터라 굳이 무리해서 위조지폐를 만들 이유는 없었으며, 수도경찰청 청장이었던 장택상 측에서 증거로 제시한 위조지폐 또한 조선공산당 인사들이 만들었다는 증거라고 하기에는 부족하다.
이후 박헌영 계열 조선공산당세력들에서는 "미군정에 대항하겠다."면서 '신전술'이라는 방식을 채택하여 더욱 극단적 성향을 보이게 된다. 이어 공산당과 전평은 노동자들을 선동하여 1946년 9월에 철도노동자, 운송업노동자들이 주도해 대대적인 파업을 벌였는데, 이것이 9월 총파업이다. 9월 총파업은 부산지역의 철도노동자들의 파업을 시작으로 전국적으로 번져나갔다. 이렇게 되어 공산당과 전평은 9월 총파업을 주도해 나아가 본격적으로 미군정에 정면충돌을 벌였다. 9월 총파업으로 순식간에 전국으로 번져나가 노동자들이 파업을 벌였다. 미군정은 국립경찰과 반공청년단체를 투입하여 파업에 진압하였으나, 여기서 의외의 사태를 맞게 되는데 대구지역 노동자들의 파업 시위에 경찰이 발포하자 이에 대해 맞서 발전하게 되었다.
조선공산당의 신전술에 따라 1946년 7월부터 전평과 전농을 중심으로 미군정을 상대로 한 강경한 투쟁이 시작된다. 그 시작은 ‘쌀 획득 투쟁’이었다. 전평은 기존의 온건노선을 버리고 소속된 노동조합들이 쌀 배급과 임금인상을 요구하는 투쟁을 벌였다. 투쟁은 9월 총파업으로 번져갔다. 그 중심에 철도노동자들이 있었다.

## 영남지역의 상황

### 대구
조선공산당에서 주도하여 9월 총파업을 전개했을 때, 대구에서는 전평 지도부에서 9월 23일부터 총파업에 돌입, 10월 1일까지 파업과 시위가 계속되었다. 10월 1일 대구지역에서 노동단체들이 모여 메이데이 행사를 개최했다. 해주로 피신했다가 소련을 방문하고 돌아온 박헌영은 경성부로 내려와 경성의 메이데이 행사에 참석, 축사를 낭독했고 타지역의 메이데이 행사에서도 그의 축전이 낭독되었다. 그러나 메이데이 행사는 미군정에 대한 사건으로 바뀌게 되었다.
그런데 10월 1일 저녁, 대구부청 앞에서 기아 대책 마련을 요구하는 시위 도중 경찰의 발포로 민간인 황말용, 김종태 라는 노동자가 총에 맞아 사망하는 사건이 일어났다. 이 사건의 발원지인 대구부청 자리는 오늘날 경상감영공원이다. 사태가 심각해지자 박헌영은 무력 시위를 중단할 것을 촉구했고, 불필요하게 미군정을 자극해서는 안된다며 중단을 촉구했지만 사태는 걷잡을 수 없이 확산되었고, 경찰관과 행사 참가자 간의 물리적인 폭력사태로 진행되었다. 박헌영은 즉시 서울시를 떠나 피신하였다.
다음 날 아침, 경찰의 발포로 민간인 2명이 총에 맞아 사망했다는 소식을 들은 노동자들이 시내에 집결하기 시작했고 굶주린 일반 시민들과 학생들도 시위에 합세했다. 만여명의 군중에 포위된 대구경찰서장은 스스로 무장해제를 선언하고 유치장 열쇠를 건네 수감되어 있던 정치범들을 석방하게 했다. 조선공산당 지도부의 통제를 받는 노동자들은 질서 있게 경찰권을 인수하려 했다. 그런데 이때, 거리 한쪽에서 흥분한 군중들이 경찰에 투석을 시작했고, 궁지에 몰린 경찰관들은 군중들에게 총을 난사하여 17명의 시위대가 죽는 사태가 벌어졌다. 미국 국립문서기록보관소에서는 당시 모습을 촬영한 사진을 볼 수 있다. 사진에는 거리 한쪽에 장총으로 무장한 경찰들이 엄폐물 뒤에 쪼그려 앉아 있고 반대편으로 피신한 시위 군중 쪽에는 여러 명이 바닥에 쓰러져 있다. 시신을 촬영한 사진에는 번호가 24번까지 매겨져 있어 당시 적어도 24명이 사망했음을 알 수 있다.
분노한 군중들은 사람들 사이에서 동향을 살피던 정사복 경찰관들을 구타하거나 경찰 무기고를 털어 총기로 무장했다. 처음에 평화시위로 시작하다가 폭력적 성향으로 돌변하자 일부 젊은 공산당원들은 시위의 선봉에 섰으나 고참 당원들은 어떻게 수습해야 할지 몰라 뒷전에서 이리뛰고 저리 뛰어다니기만 했다.
군중들은 부잣집과 과거 친일파들의 가옥을 털어 생필품이나 식량을 가져갔지만, 달아나지는 않고 그것들을 길바닥에 쌓아놓고 필요한 사람에게 나눠주었다. 일반 가게나 은행 같은 곳은 거의 피해를 입지 않았다. 경찰관을 집단 폭행하거나 죽인것은 그들의 대부분이 일제 때부터 조선인들을 괴롭혀온 친일경찰이었기 때문이었다고 박헌영 평전에서 주장한다.
심지어 대구지역의 의사모임인 대구부의사회는 경찰에 대한 경고문을 발표해 "첫째, 경관은 시민에게 발포를 중지하라. 둘째, 동포에게 발포한 경관 부상자의 치료를 거부한다"며 사건에 동참했다.
조선공산당의 사주를 받은 시위대는 많은 경찰관과 우익인사들을 군중이 보는 앞에서 구타, 죽창찌르기, 칼로 난도질하기 등으로 잔인하게 살해하였다.
미군정은 이튿날인 10월 2일 오후 7시 대구지역에 계엄령을 선포하고 미군을 동원함으로써 표면적으로는 질서가 회복되었다. (그러나 미군 개입으로 시위가 대구 인근인 경산군, 성주군, 영천군 등으로 확대되면서 경상북도 일대에서 민간인들과 미군정간의 충돌은 멈추지 않고, 계속 발생하게 되었다. 이후 경북 지역 민간인 시위 진압 과정에서 또다시 경북 지역을 벗어나 전국적으로 확대되면서 1946년 말까지 계속되었다.)

### 경상북도

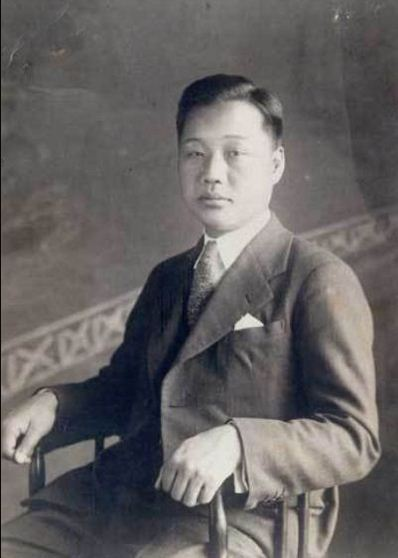
독립운동가 박상희. 박정희 대통령의 셋째 형이다.

소요사태는 10월 2일 즈음 되어 잠잠해지는 듯 했으나 주변인들이 다른 지역으로 이동해 시위를 벌이고 소요를 일으키면서 사건은 경북 전역으로 퍼져나갔다. 영천에서는 1만여명의 시위대가 경찰서를 습격하고 군수, 경찰, 관리들을 살해하고는 경찰서와 우체국을 방화했다. (10월 3일) 경찰응원대가 도착해 질서는 회복되었으나 경찰관들과 우익 청년단원들은 사건 관련자들의 집을 약탈하고 유린했다. 영천에서만 해도 1200여호의 가옥이 전소,파괴되었고 사망 40명, 중상자 43명, 피해액 10억여원의 피해를 입었다.
한편 선산군(현재의 구미)에서는 다른 지역들에 비해 상대적으로 피해가 미미했던 것으로 전해진다. 20세기까지 알려져왔던 내용은 박정희의 형 박상희를 주동으로 한 2000여명의 군중들이 구미경찰서를 공격해 경찰서 기능을 마비시키고는 선산인민위원회보안서 간판을 매달아 지역관리에 나섰고 경찰, 우익인사들을 감금하고 부호들의 가산을 파괴했다고 보도되어 왔었다. 허나 21세기에 들어 새롭게 밝혀진 사건 조사내용에 의하면 10월 3일 구미 경찰서 습격 당시 경북지역 남로당원들은 폭동이 최악의 사태로 치닫는 것을 오히려 막으려 했다고 밝혀진다.
이것은 박상희(朴相熙)의 죽음에서도 확인할 수 있다. 당시 민주주의민족전선 선산지부 사무국장이던 박상희는 구미에 머물면서 대구의 사태를 예의주시하고 있었다. 그해 10월3일 시위를 하던 인민들이 선산경찰서를 습격하자, 박상희는 시위대를 설득해 갇혀 있던 경찰들을 무사히 피신시켰다가 뒤늦게 도착했던 타지역 경찰에게 사살되고 말았다.
박상희의 큰딸 박영옥씨는 2010년 7월15일 구미 박상희 묘역에서 열린 추모비 제막식에서 다음과 같이 발언했다.
| “ | 63년 전 돌아가신 아버님은 동분서주하시면서 독립운동을 하시다가 수많은 옥고를 치르셨고, 돌아가시던 1946년 10월5일에도 시위대에 둘러싸인 경찰관이 위태롭다는 전언을 듣고 경찰관을 구하러 가셨다가 변을 당하셨다. 이런데도 불구하고 아버님은 좌익이니, 우익이니, 공산활동을 했느니 하는 부당한 평가에 시달리며 지금까지 지내 왔다. 별세하신 지 60년이 지나도록 묘비 하나 없이 싸늘한 땅에 누워 계셨다. | ” |

예천군에서는 시위를 막기 위해 미리 경찰들이 파견되었으나 민간인과의 충돌로 인하여 실패했고 1000여명의 군중이 경찰서를 습격해 교전까지 벌였으며, 미군이 도착할 때까지도 질서가 회복되지 못하였다. 그러나 그 후에도 경찰서 공격이 이어져 경찰이 다치고 무기고가 탈취되는 일이 이어져 외곽지역에 경찰이 보이지 않을 정도였다고 한다. 그런가 하면 영일군에서는 민간인의 공격으로 전도사가 살해당하기도 했다.
칠곡에서도 격렬한 사건이 발생하였다. 500여 명의 군중은 약목지서를 습격해 3명의 경찰을 기둥에 묶어 살해했다. 왜관에서는 2,000여 명의 주민들이 시위와 함께 왜관경찰서를 공격해 경찰 4명이 추가로 피살되었다. 사건 전의 왜관지역은 미곡수집령에 대한 저항이 매우 심했는데 왜관 주민들의 분노가 어찌나 큰지 당시 경찰서장 장석한은 얼굴이 난도질당한 채로 머리부터 밑으로 갈라져 살해당했다고 한다.
이 외에도 달성, 고령, 성주, 군위, 의성, 김천, 경산, 청도, 경주, 영덕, 안동, 상주, 문경, 영주, 봉화 지역에서 사건이 발생했고 약 77만 3200여 명이 사건에 참여했다. 경북 지역의 사건은 다양한 강도(미발생/저강도/중강도/고강도/최고강도로 분류)와 방식(선제공격, 경찰서 습격, 장날 이용, 정치 이념 세력 간의 힘의 균형 이용, 파급이 큰 논농사 지역 이용)을 이용해서 전개되었고, 이에 대한 경찰의 가혹한 보복도 뒤따랐다.
경찰측의 피해 규모는 당시 지역에서의 경찰에 대한 신뢰도나 관할 경찰서장의 임기응변에 따라 크게 줄어드는(동시에 경찰의 보복도 가벼운) 경우가 많았는데, 고령군의 경우 10월 3일 오후 8시경 군민청 본부에 모인 군내 민청원 수백 명이 군청을 습격, 접수할 계획을 꾸미고 있다는 정보를 접한 당시 고령경찰서장 최이준(崔二俊)이 직접 민청 간부와 만나 양자간 절충을 시도하고, 협상 결과에 불만을 품고 4일 오전 1시경 괭이와 낫을 들고 경찰서 공격에 나선(당시 고령경찰서에는 10월 1일의 대구에서의 소요 진압에 15명의 경관이 투입되고 그밖에 피신한 경관 몇몇을 제외하면 남은 경찰은 8명뿐이었다) 민청원과 군중들을 상대로도 최이준 서장이 다시 몸소 나서서 담판을 짓는 모습을 보였는데, 군중들 사이에서 온건파와 강경파 사이의 알력이 벌어져 시간을 끄는 과정에서 대구로부터 지원경찰이 온다는 소식에 군중은 해산, 별다른 피해는 일어나지 않았다.
왕조 시대 이래로 유교적 전통이 강한 만큼 우익 및 경찰 세력도 좌익 못지 않게 강했던 안동에서는 10월 3일에 농림학교 교사 8명을 비롯, 공산주의 지도자로 지목된 30명(《대구시보》에는 82명)이 안동 및 영주 경찰에 사전 체포되면서 불상사는 예방되었다고 평가되었다. 문경에서는 황시곤, 이규선 등 문경의 지방 유지들이 광복청년회 점촌지부 점촌소방대와 함께 경찰에 협조했고, 문경경찰서장이었던 조준영 경감은 문경 군민들에게 비교적 "청렴하고 참신한 인물"로 평가받아온 사람이었고 군내 좌익들의 동태를 파악해 예방조치를 강구한 덕분에 피해가 다소 적었는데, 10월 월 4일 50여 명의 군중이 군내 산양지서를 습격, 파괴하였고 경찰에 용의자 30명이 검거, 별다른 인명피해는 없었다.

### 경상남도
경남지역은 대구 10.1 사건의 도화선이 되는 9월 총파업이 시작된 곳이다. 하지만 다른 지역과는 달리 9월 총파업의 전개는 매우 소극적이고 온건적이었으며 10월 사건 때에도 분산적이고 고립적인 사건들이 펼쳐졌다.(그럼에도 많은 지역에서 사건이 발생했다.)
경남지역에서는 통영에서 최초의 사태가 발생했다. 4000~5000여명의 군중들이 읍내를 장악하고는 경찰을 구타하고 무기를 탈취했다. 창녕에서도 여러 지서가 습격당하고 군중의 경찰서, 군청 점령시도가 있었다. 마산에서는 6일과 7일에 거쳐서 군중과 군경 사이의 치열한 충돌로 13명 정도의 사망자를 내었다. 울산지역에서는 면사무소가 파괴되고 경찰서가 포위당했으나 응원경찰과 미군의 도움으로 곧 탈환되었고 군중 일부는 배를 타고 도망하였다. 소극적인 사건이 있었던 부산에서도 9일에 유혈충돌이 일어나 24명이 목숨을 잃었다.

## 영남 이외 지역에서의 상황

### 충청도
경상도에서 불붙은 사건은 충청도로 옮겨붙었다. 충청도에서 사건은 주로 서북부 지역을 중심으로 발생했다. 충남에서는 17~19일을 기점으로, 충북은 10월 4일과 7일에 민간인의 소요가 일어났다.
10월 17일 당진에서 경찰서가 공격당하고 공공시설 점거,통신선 절단, 교량 폭파가 일어남을 시작으로 충남 서북부는 사건에 휘말리게 되었다. 홍성에서는 쌀과 토지를 달라고 시위를 벌이는 군중을 향해 경찰이 무차별 발포하여 4명이 죽었다. 예산, 선산, 천안에서도 소요사태가 발생해 경찰과 우익세력을 위협했다.
충북에서는 비교적 사건이 일어나지 않았다. 청주에서 경찰 1명이 죽고, 영동군에 300~400여명의 군중이 경찰서를 습격하려 했으나 실패한 정도였다. 충북지역에서 사건이 이렇게 미미했던 까닭은 충북의 중심지인 청주가 온건 성향의 좌익이 꽤 우세했었기 때문이었다. (일부 온건세력은 "극단적인 공산주의자는 용납되지 못함"이라는 전단을 뿌리기도 했으며 실제로 극단주의자를 탈퇴시키기도 했다.)

### 서울, 경기도, 황해도, 강원도
충청도에서 사건이 가라앉으면서 경기도와 황해도 지방에서도 소요사태가 터졌다. 경기도 광주에서는 경찰을 살해하고 경찰서를 불태우는 투쟁을 벌였다. 개풍에서는 경찰서장이 피살되고 대부분의 지서가 이틀에 걸쳐서 습격당했다. 파주에서는 폭동이 계획되다가 사전발각되어 주동자들이 전원 체포되었다.
마침내 서울에서도 시위가 발생했다. 3일 1200여명의 군중이 학생들과 합세해 노래를 합창하며 시청 앞에서 시위를 벌였고 21일 정오에는 2000여명이 종로네거리에 모여 동대문으로 전진했다. 그러나 기독교 청년회관 앞에서 무장경찰대의 집단발포로 해산당했고 그 부근을 지나가던 권투선수 한 명이 피살당했다. 그 날 종로 5가에도 시위가 발생하고 서울역에는 폭탄이 터졌다. 달을 넘긴 11월 2일에도 남대문 앞에서 시위가 전개되었다.
그 외에도 인천,연백,장단 지역에서도 시위와 습격이 잇따랐고 10월 20일에서 22일 간 사건이 발생했다.(인천 제외)
강원에서는 횡성에서 수천명의 군중들이 경찰서를 습격했고 묵호에서는 시위를 조사하던 도중 사망자가 나자 주민들이 경찰지서 등을 공격해 다수의 사망자가 또 발생했다. 강릉에서도 경찰이 구타당하고 통신이 두절당했으며, 평창에서는 무기를 든 좌익세력들과 경찰과의 충돌이 발생했다. 삼척에서는 광산을 이유로 좌우익 간의 소요가 일어났다. 강원도의 사건은 동해안 부근에서 사건이 주로 일어났다는 것이 특징이다.

### 전라도
남한 전역을 휩쓸 것 같았던 일련의 사태들은 10월 23일부터 28일까지 약 일주일 가까이 멈추었다. 미군정과 우익세력들은 좌익극단주의자들이 추수기와 군경의 쌀수집을 기다리고 있고 미군정은 쌀수집을 할 권리가 없다는 선동에 집중할 것으로 판단했다. 그러나 이것은 좌익이 전라도에서 일을 준비해나가는 기간이었다. 그런 이유 탓인지 특히 전남지역은 사건 초기의 경북처럼 크고 폭력적이었다.
전라도에서 사건은 10월이 끝나갈 때 즈음 전남에서 시작되었다. 10월 30일부터 화순지구의 광부들은 광주를 향해 행진을 시도했다. 다음 날인 31일에도 부녀자와 아이들까지 대동하여 행진에 나섰으나 별 다른 충돌 없이 미군의 설득으로 중단되었다. 그러나 정작 11월 4일에 광부들은 미군과 경찰에 대한 격렬하게 맞서면서, 광부와 민간인들은 도로와 다리를 막고는 군경이 탄 지프차를 전복시켰다. 그리고 돌과 탄환을 날리며 이들에 대한 적개심을 드러냈다.
무안에도 시위가 발생했다. 좌익청년단체원 50여명이 경찰지서를 습격하고 소요가 발생해 7명이 목숨을 잃었다. 일로에서는 군중이 경찰을 공격했으며, 안성에는 시위대가 철도역을 공격하려고 했으나 철도경찰과 응원경찰의 저항으로 실패했다. 목포에서까지 학생과 노동자로 구성된 많은 군중들이 파출소를 불태우고 경찰서까지 공격하는 일이 일어나자, 목포와 무안군 일대에 야간통행금지령이 선포되었다.
광주에서는 파업참여자들이 시위를 벌였고 학생들도 시위를 벌이면서 학교가 휴교당하기도 했다. 광산군 송정리에서는 미군과 대화를 한 한국인이 군중에 의하여 친미파로 몰려 무차별 폭행당했다. 그런가하면 함평에선 군중들이 다른 곳에서 온 선동자들과 함께 경찰과 충돌을 일으켰고, 영광에서도 경찰과의 충돌이 발생했다.
나주지역에서 사건은 화순과 함께 전라도 지역에서는 대규모이자 극렬적이었다. 5000여명의 군중이 나주 진입을 시도하였고 일단의 군중이 총을 쏘는 경찰에 달려들어 10명의 사망자를 낳았다. 11월이 되자 8000여명의 군중이 집결해서는 집결하여 진압하려는 미군을 저지하고 각 경찰지서를 공격했다. (약 9개의 경찰지서를 추산 1만여명의 군중이 공격했다. 그 외에도 보성에서 면장과 마을유지, 우익청년단원들이 공격당하는 일이 발생했고, 벌교,장흥,해남,강진,영암에도 11월과 12월에 걸쳐 조그마한 사건들이 여러 번 발생했다. (장성,담양지역에도 사건이 발생했다는 기록이 있으나 확실하지는 않다.)
전남의 사건이 매우 격렬했던 것과는 달리 전북에서는 오직 남원과 순창에서만 작은 크기의 사건이 발생했다.(전북의 좌익세력이 분열되어 갈등했기 때문이었다.) 그리고 전주에서 신경과민적인 경찰의 발포를 끝으로 대구 10.1 사건은 종말을 고했다.

## 피해
10월 사건은 전국적인 규모의 시위로 확장되면서 경찰력만으로는 진압할 수 없었다. 이 때문에 각 지역에서 미군과 남조선국방경비대를 비롯하여 한민당세력, 민족청년단, 서북청년회, 백의사 등 반공주의 우파 인사들의 도움이 필요했다. 이로 인해 족청, 백의사, 서북청년회 등 각종 반공주의 우파단체 관련자들이 시위에 가담한 좌파를 체포한다는 명분으로 테러 또는 재산 피해를 입히는 경우가 속출했다. (이를 피하기 위해 일부 좌익세력과 민간인들은 산으로 피신하기까지 하였다.)
이 사건의 정확한 규모는 기록 미비로 알려지지 못하였고, 2차 피해를 우려한 참가자들의 신고도 적어 피해 상황은 명확히 추산할 수 없다. 대구를 포함한 경상북도 지역에서만 사망자가 공무원 63명, 일반인 73명으로 총 136명인 것으로 발표되었다. 역시 경북 지역에서만 관청 건물 4동과 일반 건물 6동이 불에 타 전소되기도 했다. 이 사건으로 인해 체포된 사람은 수천 명에 이르렀다.

## 당대의 이모저모
박헌영은 이 사건을 "'10월 인민항쟁'으로 부르며, '동학농민운동, 3.1 운동과 함께 조선의 3대 위대한 인민항쟁'이라 평가했다. 실제로 조선공산당은 공식적으로 시위를 선동한 적이 없다고 주장하지만, 지역의 공산당원들은 읍면마다 터진 시위대의 맨 선두에 서서 싸우다가 죽거나 감옥으로 끌려갔다.
한편, 우익세력들은 일제히 이 사건을 격렬히 비판했는데, 특히 한국민주당세력에서는 '이번 파업투쟁은 박헌영 일파의 모략 선동에 기인한 것'이라며 일제히 맹비난했다.
좌익 내부에서도 이 사건에 대한 비판이 쏟아졌다. 조선공산당을 제외한 좌익계열 9개 정당 대표들(정백과 이영)은 긴급 회동을 갖고 이번 싸움이 '박헌영의 공산당이 벌인 모험주의'라며 격렬히 비난했다.
좌우합작 세력에서는 양비론을 내세웠는데, 여운형과 김규식은 10월말 미군정청 브라운 소장과의 회담에서 "‘10·1 폭동’이 경찰에 대한 반감, 군정 내 친일파의 존재, 일부 한국인 관리의 부패, 파괴분자들의 선동 탓에 일어났다."고 군정청에 비난을 했다. 이어서 자칭 '대구폭동'이 미군정의 정책파탄에 따른 한국 민간인의 불만에서 비롯된 것이긴 하지만 사태를 살육과 파괴로 몰고 간 책임은 ‘신전술’로 과격한 투쟁 노선으로 기울어 잘못된 정책을 채택한 조선공산당에 있다."고 주장했다. 김규식은 '이러한 행동들은 국제적으로 조선 민족의 위신을 떨어뜨려 독립을 방해하는 결과를 가져올 뿐'이라며 자제를 촉구했다.
1946년 10월 24일 덕수궁 한미공동회담에 참석한 수도경찰청 수도국장 최능진은 "대구폭동은 공산주의자들의 책동에 의한 불행한 사건이다. 그러나 그 원인은 우리 경찰 내부에도 있다. 국립경찰은 친일경찰과 부패 경찰관들의 피난처가 되었다고 말했다." 당시 10월 사건의 이유 중에 하나였던 친일경찰의 실태를 자신들의 입으로 증거한 것이었다.

## 의의 및 영향
10월 사건은 대구경북을 중심으로 주변 경상남도까지 번진 대규모로 200만 명이 넘는 사람들이 참가한 대규모 시위이고, 참가자의 시각에서 두가지 견해로 갈라진다.
2007~2010년 '진실화해를위한과거사정리위원회'에서 ‘대구 10월사건’을 조사했던 김상숙은 학살의 현장을 목격했던 이들의 목소리를 묶으며 이 사건을 ‘항쟁’으로 명명하고 1946년 3~4월 절정에 달했던 식량위기가 대구 사건의 중심이었다 주장한다. 이후 영천, 선산을 비롯해 12월 중순까지 남한 전역 73개 시군에 농촌 항쟁이 일어났는데 학계에서는 이 항쟁들을 대구 항쟁과 무관하게 ‘추수 봉기’(브루스 커밍스), ‘전민 항쟁’(정해구) 차원에서 연구했다.
1945년산 추곡 수집에서 낭패를 본 미군정은 1946년산 하곡 수집부터는 지방행정기관뿐만 아니라 경찰, 우익단체, 때로는 무장한 미군 병사들까지 동원하여 가택수색과 검문, 검색과 처벌 등의 강압적 방법을 사용하여 곡물을 공출했다. 하곡은 일제도 공출을 삼갔던 만큼 하곡 수집과 공출에 동원된 강압적 방법은 점령군과 농민 사이에 긴장감만 높여갔고, 농민들은 10월항쟁으로 자신의 불만을 표출했다. 미군은 10월항쟁의 원인을 조사하기 위해서 사후에 대구지역 저명인사 19명을 개별적으로 인터뷰했는데, 그들은 군정의 양곡수집정책, 비효율적인 쌀 배급, 공출 과정에서 경찰이 보여준 임의적이고 잔인한 수법, 배급 과정에서 경찰과 관리의 부정과 부패 등 미군정 식량정책의 실패를 우선적으로 지적했다.
이 사건의 근본원인은 소련군정의 스티코프의 명령과 자금이 개입되었으며, 지시를 받은 조선공산당, 일제 강점기의 그대로 남은 일부 제도, 미군정과 군정청의 식량정책 실패, 가혹한 수매, 미군정 경찰 및 서북청년단, 반공청년단의 일반인 사냥 등으로 민심이 흉흉하게 된 분노에 있었다. 이런 상황에서 10월 사건을 주도한 조선공산당과 박헌영 계열이 시위대를 선동하여 미군정의 경제 정책에 대한 반발과 경찰과 같은 핵심 행정기구에 친일파를 그대로 등용한 과거사 미청산에 대한 반대, 행정과 치안에 인민이 참여하는 인민위원회 설치 요구 등의 주장을 내걸어 민간인의 참여를 유도했다.
김일성의 1953년 남로당 숙청을 살아남았던 박갑동은 9월 총파업 시위가 격화되는 중에 조선공산당과 전국농민회총연맹, 전평의 조직이 개입되었으나, 당시 공산당 고참 간부들은 사태를 어떻게 수습을 해야 할지 몰라 뒷전에서 이리뛰고 저리 뛰어다니기만 했었다고 주장한다.

## 같이 보기
- 조선공산당
- 남로당
- 박헌영
- 박상희
- 장택상
- 박정희
- 미군정
- 구미폭동
- 9월 총파업

## 참고 자료
- 박세길 (1999년 5월 1일). 〈제2장 좌절과 분노 - 10월 인민항쟁〉. 《다시 쓰는 한국현대사 (1)》. 서울: 돌베개. ISBN 89-7199-005-8.
- 문제안 등저. (2005년 8월 5일). 《8·15의 기억 : 해방공간의 풍경, 40인의 역사체험》. 한길사. ISBN 978-89-356-5556-4.
- 찬탁·반탁 좌우분열에 자주통일은 멀어지고 신동아